# Гидроузел (Горельский сельсовет)
Гидроузел — упразднённый посёлок в Тамбовском районе Тамбовской области России. Входил в состав Горельского сельсовета. В 2023 году включен в состав укрупненного посёлка Гусева Поляна.

## География
Посёлок находится в центральной части Тамбовской области, в лесостепной зоне, на левом берегу реки Цны, на расстоянии примерно 20 километров (по прямой) к северо-востоку от города Тамбова, административного центра области и района. Абсолютная высота — 110 метров над уровнем моря.

### Климат
Климат умеренно континентальный, относительно сухой, с холодной продолжительной зимой и тёплым летом. Средняя температура воздуха самого холодного месяца (января) — −11,3 °C; самого тёплого месяца (июля) — 20,4 °C. Безморозный период длится 142—147 дней. Среднегодовое количество атмосферных осадков составляет 510 мм, из которых 292 мм выпадает в период с апреля по октябрь. Продолжительность залегания снежного покрова составляет в среднем 134 дня.

## Население
| 2010 |
| ---- |
| 0    |